# Liste der Pfarren im Stadtdekanat 19 (Erzdiözese Wien)
Das Stadtdekanat 19 ist ein Dekanat im Vikariat Wien Stadt der römisch-katholischen Erzdiözese Wien.
Es umfasst neun Pfarren im 19. Wiener Gemeindebezirk Döbling mit 31.481 Katholiken. Sieben Pfarren gehören zu Ordensgemeinschaften. Das Stadtdekanat 20 entstand in den 1970er Jahren durch eine Abspaltung vom Stadtdekanat 19.

## Pfarren mit Kirchengebäuden und Kapellen
- Ink. … Inkorporation

| Pfarre             | Ink.                                        | Seit    | Patrozinium              | Kirchengebäude und Kapellen |                                         |
| ------------------ | ------------------------------------------- | ------- | ------------------------ | --- | --------------------------------------- |
| Döbling-St. Paul   |                                             | 1783    | Hl. Paul                 | Pfarrkirche: Döblinger Pfarrkirche Kirche zur Heiligen Familie im Karmelitenkloster Döbling, Kirche zur Heiligen Familie im Kloster der Schwestern vom armen Kinde Jesu, Kapelle im Rudolfinerhaus, Elisabethkapelle im Senioren- und Pflegehaus St. Elisabeth der Caritas, Kapelle im Franziskanerinnenkloster St. Leopold | Döblinger Pfarrkirche                   |
| Franz von Sales    |                                             | 1935    | Franz von Sales          | Pfarrkirche: Pfarrkirche Krim Filialkirche Glanzing, Kaasgrabenkirche, Kapelle im Seniorenwohnheim Park Residenz Döbling | Pfarrkirche hl. Judas Thaddäus          |
| Grinzing           | Klosterneuburg (CanReg)                     | 1783    | Hl. Kreuz                | Pfarrkirche: Pfarrkirche Grinzing Kapelle zur dreimal wunderbaren Mutter, Königin und Siegerin von Schönstatt | Grinzinger Pfarrkirche                  |
| Heiligenstadt      | Klosterneuburg (CanReg)                     | um 1150 | Hl. Michael              | Pfarrkirche: Heiligenstädter Pfarrkirche St. Michael Heiligenstädter Kirche St. Jakob, Raphaelskapelle, Kapelle im Bildungshaus und Studentinnenheim Hohe Warte, Curanum-Bonifatius-Kapelle | Heiligenstädter Pfarrkirche St. Michael |
| Kahlenbergerdorf   | Klosterneuburg (CanReg)                     | um 1250 | Hl. Georg                | Pfarrkirche: Pfarrkirche Kahlenbergerdorf Filialkirche Josefskirche am Kahlenberg, Heiligenstädter Kirche St. Jakob | Kahlenbergerdorfer Pfarrkirche          |
| Neustift am Walde  | Klosterneuburg (CanReg)                     | 1783    | Hl. Rochus               | Pfarrkirche: Neustifter Pfarrkirche Franz-Borgia-Kapelle im Senioren- und Pflegehaus Franz Borgia der Caritas | Neustifter Pfarrkirche                  |
| Nußdorf            | Klosterneuburg (CanReg)                     | 1783    | Hl. Thomas               | Pfarrkirche: Nußdorfer Pfarrkirche Rektoratskirche Kirche am Leopoldsberg | Nußdorfer Pfarrkirche                   |
| Sievering          | Klosterneuburg (CanReg)                     | 1330    | Hl. Severin              | Pfarrkirche: Sieveringer Pfarrkirche Herz-Jesu-Kapelle in der Caritas-Einrichtung für Kinder und Jugendliche Am Himmel | Sieveringer Pfarrkirche                 |
| Unterheiligenstadt | Oblaten der makellosen Jungfrau Maria (OMI) | 1946    | Maria, Mutter der Gnaden | Pfarrkirche: Unterheiligenstädter Pfarrkirche | Unterheiligenstädter Pfarrkirche        |

Zur ehemaligen Pfarre Glanzing (1955–2016) siehe Glanzinger Pfarrkirche. Zur ehemaligen Pfarre Kaasgraben (1939–2016) siehe Kaasgrabenkirche.

### Diözesaner Entwicklungsprozess
Am 29. November 2015 wurden für alle Pfarren der Erzdiözese Wien Entwicklungsräume definiert. Die Pfarren sollen in den Entwicklungsräumen stärker zusammenarbeiten, Pfarrverbände oder Seelsorgeräume bilden. Am Ende des Prozesses sollen aus den Entwicklungsräumen neue Pfarren entstehen. Im Stadtdekanat 19 wurden folgende Entwicklungsräume festgelegt:
- Glanzing, Kaasgraben und Krim (am 1. Jänner 2016 zur Pfarre Franz von Sales zusammengelegt)[4]
- Grinzing, Heiligenstadt, Kahlenbergerdorf, Neustift am Walde, Nußdorf, Sievering und Unterheiligenstadt
  - Subeinheit 1: Grinzing und Heiligenstadt
  - Subeinheit 2: Neustift am Walde und Sievering
  - Subeinheit 3: Kahlenbergerdorf, Nußdorf und Unterheiligenstadt
- Döbling-St. Paul